# أليوت ليفين
أليوت ليفين (بالإنجليزية: Elliot Levine)‏ هو عازف بيانو أمريكي، ولد في 28 سبتمبر 1963 في واشنطن العاصمة في الولايات المتحدة.